# Annet Huizing
Annet Huizing (Geldrop,1960) is een Nederlandse schrijfster van fictie- en non-fictieboeken voor kinderen en volwassenen.

## Opleiding en werk
Huizing studeerde psychologie aan de Universiteit Utrecht. In 1997 begon ze een eigen tekstbureau. In 2007 verscheen haar eerste boek, Het BomenBloemenBeestenBuitenboek van Karsten en Roos, een verhalend-informatief prentenboek voor jonge kinderen. Het boek werd vormgegeven en geïllustreerd door Margot Westermann.
Huizing publiceerde in 2014 bij uitgeverij Lemniscaat de jeugdroman Hoe ik per ongeluk een boek schreef. Het boek werd bekroond met een Zilveren Griffel. Het werd vertaald in twaalf talen. De roman werd verfilmd door de Hongaarse regisseuse Nóra Lakos.
In 2017 verscheen De zweetvoetenman, een non-fictieboek over het recht, gericht op lezers vanaf tien jaar. Ook dit boek werd vormgegeven en geïllustreerd door Margot Westermann. Het boek werd genomineerd voor de Woutertje Pieterse Prijs en werd bekroond met een Zilveren Griffel. Huizing en Westermann kregen daarnaast de mr. Eva Meillo-prijs uitgereikt. Verder kreeg het boek een eervolle vermelding van de jury van de Persprijs Jacques van Veen.
In 2020 volgde Huizings tweede jeugdroman, Het Pungelhuis. Het boek, dat gaat over botersmokkelaars in de jaren 50 en 60 van de twintigste eeuw, werd bekroond met zowel de Archeon Thea Beckmanprijs als de Jonge Beckmanprijs. Het boek werd vertaald naar het Sloveens en Italiaans. De Italiaanse vertaling La casa del contrabbandiere werd bekroond met de Italiaanse kinderliteratuurprijs Premio Cento. Het Pungelhuis was in 2021 een van de elf Leestips van de Jonge Jury. In 2023 stond Het Pungelhuis centraal tijdens de junioreditie van de landelijke leescampagne Heel Nederland Leest.
In 2025 verscheen Twee pistooltjes en een dakmus, een non-fictieboek voor volwassenen.
- Library of Congress Control Number: n2024182052
- Nederlandse Thesaurus van Auteursnamen: 095318879
- Virtual International Authority File: 280444149